# 無鰾黑鮋
無鰾黑鮋，又稱深海鮋，為輻鰭魚綱鮋形目囊頭鮋科的其中一種。

## 分布
本魚廣泛分布於全球各大洋之溫帶及熱帶海域。

## 特徵
本魚體型橢圓，體高側扁。頭部大，稜棘低平，頭頂有鱗，眼小，眼眶周圍平滑，口大，端位，沿著上頜骨中央有一明顯的脊狀隆起，前鰓蓋骨棘尖突。側線孔大而明顯。體為黑色，少數個體會呈紫紅色；口腔黑色，有少部份橙紅色斑駁。背鰭硬棘11－12枚、軟條9－11枚、臀鰭硬棘3枚、軟條5－7枚。體長可達18公分。

## 生態
屬於深海種類，棲息在400－2000公尺的深海區，是分布最深的鮋科魚類，肉食性，以小型甲殼類為食。

## 經濟利用
並不常見，無經濟價值，多做下雜魚處理。